# Keroro軍曹角色列表
Keroro軍曹角色列表為日本動漫作品《Keroro軍曹》中登場角色的相關介紹。

## 日向家
日向冬樹
配音：日本：川上倫子（第1集-第231集；已故）／桑島法子（第232集-）；台灣：蔣篤慧；香港：陳安瑩（有線電視）／姜麗儀（第2季VCD/DVD）／林丹鳳（無綫電視）／陳凱婷（劇場版）
本劇男主角。日向家長子，夏美的弟弟，Keroro的主人，中學一年級生（漫畫及新版動畫為小學六年級），愛好超自然現象。
個性非常溫和，平常極少生氣，但是一旦生氣，可怕的程度連夏美都無法招架。和姊姊不同的是運動神經極差，可是有時候也會有異於常人的行動（像是在超劇場版2中，把Keroro丟到Meru那裡）。
在學校是小有名氣的偵探，有時候也會有人委託他幫忙。談判常一針見血，所以也有「宇宙外交官」的稱號。喜歡吃菇類。
由於對任何女生都很溫柔的個性，桃華、散世和愛莉莎等人皆對冬樹有好感。在電影版中經常是個舉足輕重的重要人物。
日向夏美
配音：日本：齋藤千和；台灣：林美秀；香港：譚淑嫻（有線電視）／伶俐（第2季VCD/DVD）／梁少霞、劉惠雲（代配）（無綫電視）／郭碧珍（劇場版）
本劇女主角。日向家長女，冬樹的姊姊，Giroro的主人，有「地球最後防衞線」之稱。
漫畫版中的出場年齡為十四歲，中學二年級生，生日為12月2日（與作者吉崎觀音的生日是同一天），星座為射手座。
不擅長繪畫和演戲。日向家的三餐大多由她負責。很喜歡吃烤番薯。否定超自然現象，卻有靈感體質（像是經常感覺到幽靈少女的存在）。
經常監視Keroro小隊的行動。與Keroro關係緊張，時常使喚他做各種家事並頗為粗暴的對待，貶稱他為「傻瓜青蛙」，兩人不時吵架。
暗戀623，總是準時收聽他的廣播節目，但經常在收聽到一半時被打擾而中斷。漫畫版知道623就是睦實，動畫版則不知道。小雪是她非常要好的好朋友。
討厭濕濕黏黏的蛞蝓。
體育非常強，是個運動健將，無論籃球、排球、游泳都很優秀，在學校非常受女性歡迎。身材很好，遺傳自母親，不過據她表示跟母親比起來還差得遠，第18集她被Kululu的「熟女促進成長槍」變成大人，說話也有很奇怪的白痴造句。廚藝精湛，有時會代替母親煮晚餐。
因為名字與「723」的日語發音接近，許多場景或符號會以「723」代表夏美。
在1998年的連載前短篇中與友人麻里作為主角，當時兩人的年齡和學級並不明確；而到了原作225話的回憶中才正式確立當時兩人皆為小學五年級，外型也比短篇時年幼許多。
日向秋
配音：日本：平松晶子；台灣：龍顯蕙；香港：曾月娥（有線電視）／黃玉娟、沈小蘭 （代配）（無綫電視）
日向家的女主人，冬樹和夏美的媽媽，現職為漫畫雜誌《少年ALPHA》編輯。為一輕熟女，擁有「肉彈級」的火辣性感身材和過人的膽識，有個絕招「愛的特別擁抱」，可讓病懨懨的人在一夕之間恢復朝氣，曾以此治癒了冬樹。非常重視自己的工作以及身邊的可得題材，但十分討厭小動物。因為工作繁忙常常不能返家，亦經常由夏美代為煮晚餐，總是希望Keroro等人有什麼爆炸性的行動可以讓她樂一下，對於侵略的事情反而不太擔心。被Keroro等人評為「全地球最強的女人」。
日向秋奈
配音：日本：京田尚子、少年時期：平松晶子；台灣：龍顯蕙；香港：陸惠玲→袁淑珍）
日向秋的媽媽，冬樹和夏美的外婆。獨自一人住在鄉下山間中的小村落裡，以務農為生。年紀雖大，但身體還是十分硬朗；對於怪異事物的接受力同樣很強；最尊敬的人是自己的外婆。因救過Keroro等人而受到他們尊敬，被Keroro稱作「提督大人」。
日向千秋
動畫原創人物，日向秋奈的奶奶。
日向春
動畫原創人物，冬樹和夏美的爸爸，日向秋的丈夫。由於是探險家，長期不在家中，直到第357集回家。

## 主要人物
西澤桃華
配音：日本：池澤春菜；台灣：龍顯蕙；香港：林司聰（有線電視）／張雪儀（第2季VCD/DVD）／鄭麗麗（無綫電視）／黃紫嫻（劇場版決戰水著兵團、天空大作戰）
冬樹的同班同學，Tamama的主人，坐擁全球51%經濟資源的跨國企業：西澤集團的千金大小姐，且為獨生女。具有雙重人格，平常有禮而柔弱可愛；一旦變為另一人格（裏桃華），就會變得粗暴野蠻，大膽主動，頭髮直豎，還會做出失去人性的行為（動畫第15集甚至準備侵略、毀滅地球），是典型的「行動派」，但兩個人格都暗戀冬樹，為了接近冬樹而加入超自然研究社（社員只有她與冬樹兩人），可說是醉翁之意不在酒。經常進行向冬樹告白的龐大金額作戰計劃（詳見Keroro軍曹動畫集數列表），但多以失敗收場，通常都是因為Keroro與Tamama經常作亂的緣故。爸爸為西澤集團總裁西澤梅雄，媽媽為格鬥家西澤櫻華，兩人都十八般武藝樣樣精通，彼此經常展開激烈對決，實力難分軒輊。身邊有一個保鑣兼管家波爾。
波爾·森山
配音：日本：藤原啟治；台灣：劉傑；香港：楊耀泰（有線電視）／陳曙光、黃子敬（代配）（無綫電視）
西澤家的管家，曾經受過軍事訓練。與桃華的父親西澤梅雄決鬥過兩次，被打敗後甘願效忠梅雄。此外也經常和Giroro進行激烈戰鬥，但總是分不出勝負（如動畫第6、28集）。以照顧桃華為己任，指揮桃華護衛隊進行保護她的行動（但是他們經常破壞冬樹和桃華的美好時光）。在動畫第147集曾經為了一個小失誤而引咎辭職，在梅雄和桃華勸說下才繼續留任；絕技為戲仿街頭遊戲機主角Ken（健）的大絕招「升龍烈破」的「波爾烈破」。
北城睦實（623）／三郎（326）
配音：日本：石田彰；台灣：劉傑；香港：黎家希（第2季VCD/DVD版）／李致林、伍博民（代配）（無綫電視））
中學三年級生，Kululu的主人，在吉祥學園裡是個時常翹課的放浪型天才，也是多次幫助冬樹及Keroro小隊解圍的好幫手。動畫112集表示在軍曹第一次潛入吉祥學員的那一天，睦實也正與Kululu交戰。最後得到一支能將文字化為物品的實體化筆，且只有他本人能使用。睦實是夏美的暗戀對象，稱他為「睦實學長」。睦實以「623」為藝名從事DJ工作，動畫版此事只有Kululu知道，在第163集曾被Giroro發現，但即刻被Kululu消除記憶；而在原作漫畫大家是知道623的真實身分的。
東谷小雪
配音：日本：廣橋涼；台灣：雷碧文；香港：陳安瑩（有線電視）／曾秀清（無綫電視）
夏美班上的轉學生，Dororo的主人，體育萬能的美少女。自幼即受忍術訓練，對陰陽道也稍有瞭解。漫畫版中住在日向家附近（不會使用現代化的家電，例如電燈、電扇）；動畫版中則住在與現代化城市脫節的古代水車屋，而且不受停水或停電影響。除了上學之外，大部分時間都和Dororo一起行動，暗中保護地球以及日向家的人，只要他們有危險就會和Dororo即時趕到。因為自小過著跟城市人不一樣的生活，所以搬離忍野村後才開始學習當一個平常人，雖然很努力學習，但仍不時做出令人發笑的舉動。「小雪」這個名字是由忍者時代的朋友，自稱是小雪寄名母亲的「骸」所改。當時，天上有美麗的雪花徐徐飘落，故改名作「小雪」。生日為12月28日，星座為摩羯座。
小雪登場时多穿忍者服，瞳孔的顏色是藍綠色。頭髮深綠，用紅色絲帶結成馬尾（動畫版跟漫畫版所結的位置不同，不過動畫版由第五部起改回跟原作一樣），也有普通的便服。動畫首次登場的便服為無袖的夏裝。其後曾穿上的便服也有長袖及無袖。上學時穿水手服（離開忍村時從骸得到），共夏季及冬季兩款。泳裝有跟學校訂製和個人款式，共3款。
十分活潑好動的少女，但也有容易被影響的一面。例如在動畫版第56集上半部因為看了以友誼為主題的電影而受感動，竟立即找夏美以網球形式對決；第88集為了能幫助唱歌而感到喜悅（另外三人：夏美、桃華、摩亞則表現困惑）。在115集上半部更因為希望跟友人一起表現，過於喜悅而無意使出忍術。善交朋友，認為與其要別人把自己當作朋友，不如自己先把別人當作朋友。因為長時間在忍村上生活，所以對城市不大了解。例動畫版111集上半部拿出奇怪的食物作為點心，令夏美十分吃驚；66集下半部在餐廳上有敏感的意識而使出手裡劍。不知道電車上的禮儀，曾以為放行李的網架是坐位。而對於「普通」也有自己的一套見解。
在運動方面，作為忍者的小雪有著相當驚人的運動天賦，和夏美不相伯仲，有的地方甚至在夏美之上（例如柔軟體操），而網球和羽毛毽等則勢均力敵。而小雪使用的忍術名稱大多以「小雪忍法」開頭。擅長用化裝策略，曾在漫畫版第七十話成功假扮桃華的外形和聲線，虽然最後被桃華發現，但桃華本人也說小雪不能輕視。嗅覺十分靈敏，曾成功以嗅覺破解Kululu的發明品。語文能力也十分優秀，可以看懂古文。可是欠缺日本傳統知識。會做外表怪怪的飯團。有時十分好吃（動畫70集），有時卻十分硬。
跟忍者村中的骸和時雨是好朋友，前者是為小雪取名的寄名母親，後者是貌似喜歡小雪的前輩。兒時會跟他們一起修煉忍術。有一天在抓動物用的圈套上發現了Dororo，誤以為他是河童。其後離開忍者村，以轉學方式進入吉祥學園。現在與Dororo一起保護地球不受外星人侵略。和Keroro小隊的關係頗友好，屢次幫助Keroro小隊。在一間水車小房裡居住。以轉學形式進入吉祥學園學習，亦跟夏美、五月、彌生等人成為好朋友。校服跟其他學生不同。
小雪並沒有跟其他任何的角色有不良關係，大多數是普通朋友。不過跟以下人物的關係較為突出。Dororo兵長是小雪的搭檔，決心與小雪保衛地球。動畫版中和小雪一起住在水車小屋，漫畫版中和小雪一起住在日向家旁。與日向夏美是關係很好的朋友。小雪初開學的時候，坐位被編到夏美的左邊，五月和彌生的前面。運動方面小雪和夏美的能力不相上下。當2A班和2B班有體育比賽的時候，兩人會合作，以團結力量戰勝2B班。偶爾會跟夏美撒嬌，對夏美頗有好感。Giroro伍長認為小雪與夏美關係過於友好，因而十分嫉妒，會監視著小雪的行動。不過在動畫版119集上半部裡，也能稍微看到兩人之間微妙的友情。與西澤桃華為朋友關係，會互相幫助。雖然小雪曾经在動畫34話為了可以和夏美一起去溫泉旅行和桃華展開了激鬥，但是也試過幫助桃華奪取畫了桃華小時候樣子的畫。跟北城睦實是朋友關係，在239話上半部小雪曾經要求他跟自己一起找生日禮物送給夏美（生日禮物不明），卻被夏美在街上碰見二人而誤會二人是戀愛關係。小雪曾請教Kululu曹長烹調咖哩的方法。雖然Kululu強烈暗示小雪以色相交換，但小雪並沒有明白。跟摩亞一樣，Kululu對小雪沒轍。小雪與日向秋奈（冬樹與夏美的外婆）第一次見面是在動畫版91集下半部。日向秋奈給予自世沒有雙親的小雪一種親切的感覺，二人十分友好。時雨是小雪兒時的忍者朋友。於動畫209集第一次出場。小雪曾經加入由他主辦的組織（SIP），但因掛念朋友而離開。骸亦是小雪兒時的忍者朋友。第一次出場是於動畫98集。小雪從小跟她一起進行忍術練習。
安哥爾·摩亞
配音：日本：能登麻美子；台灣：蔣篤慧；香港：曾月娥（有線電視）／魏惠娥（第2季VCD/DVD版）／曾佩儀、程文意（第四輯代配））（無綫電視）
「星球終結者」（行星審判者）安哥爾族人，法國預言家諾斯特拉達姆士所預言1999年7月世界末日的執行者。她能夠使出安哥爾族的奧義「默示錄擊」，威力足以擊碎行星。平時摩亞會以分數形式（例如1/1,000,000；{\displaystyle {\frac {1}{1000000}}}；一百萬份之一）來控制威力的大小。母親是安哥爾·提亞，在漫畫第13集和14集後期登場，傳說就是她令恐龍滅絕，跟摩亞的外貌十分相似。服飾大致上與摩亞相同，唯裙子是普通裙而非摩亞的蓬鬆裙，及穿黑長靴子而非摩亞的短靴子，提亞的額前亦有一顆「眼睛」，擁有與摩亞的父親（原祖的恐怖大王）同級數的力量。父親是恐怖大王，上一代（原祖）的恐怖大王（摩亞是第二代的恐怖大王），是個比太陽巨大很多倍的超級巨人，擁有相當恐怖的力量，對摩亞有十分高的期望。
第一次登場時的地球年齡為2,000歲。本來打算按照與諾斯特拉達穆斯（原作的摩亞稱他作鬍子叔叔）的約定前來破壞地球，漫畫版中準時降臨地球；動畫版設定她因為早到了，所以睡了一會，結果就遲了五年才來到地球。在Keroro的勸說下放棄了破壞地球，現在跟Keroro小隊一起行動。摩亞喜歡在空閑時觀察地球的活斷層，想以最漂亮的方法來破壞地球（漂亮地切成兩半）。在目前所有登場的主要角色中擁有最強的攻擊力。變回本來的樣子後更可以隨意進出大氣圈，在宇宙自由活動，而且擁有極高的耐寒和耐水壓能力。但戰鬥能力也存在弱點，在動畫第102集顯示安哥爾石（紫色會發光石頭），這顆特殊礦石可以將安哥爾族的能力封印。雖然在動畫第92話由桃華主辦的羽板球大賽上表現得十分弱小，但是在破壞行星等事情上表現得十分厲害，特別是在破壞行星時那一種驚人的腕力。所以目前為止都沒辦法判斷她的運動能力是好還是差。口頭禪是喜歡在說話的後面加上四字成語，例如：“でいうか、自業自得？”（或該說，自作自受？），但是有時會誤用。
原外貌為雪白的皮膚，銀白色的頭髮，黃色的眼睛。身穿紫白色的衣服，頭上戴一頂很高的以紫白色為主色的帽子，背後有一件長袍（跟魔法少女的形象十分相像），胸前被一個金色的圈子包圍。審判儀式服上的帽子旁漂浮的物體能夠製造力場，平時放在肩上的金環與金環上的披風也能夠產生力場，讓「默示錄擊」不會波及到安哥爾·摩亞。摩亞模仿了第一位見到的日本女高中生（麻美）的樣貌，黃色的頭髮，膚色比本來的樣子暗淡很多，造型跟當時現實世界的日本澁谷常見的女高中生相似。摩亞與麻美的外貌差異在於眼睛的顏色，摩亞是黃色，麻美則是綠色的。平時身穿普通的日本女學生的校服，暫時共有三種，一件是上身穿白色的衣服再穿上黃色的背心，下面是深灰色的裙子；第二件就沒有了黃色的背心，其他的跟第一件相差不多；第三件是由第206話開始出現（其實第三件衣服在Keroro超劇場版3的宣傳片中就已經出現過），總體上跟第一件相似，但是背心則是換成深藍色，頸部再加上一條紅色的領帶，襪子變成黑色。本來摩亞在模仿麻美外貌時會連同麻美的性格一同模仿，但是摩亞在天空中掉下來時衝到頭部，因此性格就產生了180度的改變，變得十分乖巧斯文（作者稱這為孫x空症候群，暗示戲仿七龍珠）。而在摩亞患上宇宙遊眠病時（漫畫版則是壓抑著破壞地球的衝動所造成），性格就試過變回跟麻美一樣。在變回麻美的性格時，對Keroro的稱呼是。雖然性格變得兇惡，但是喜歡的東西（例如Keroro）沒有改變。
作為「行星審判者」的摩亞，任務當然是毀滅行星，根據漫畫第117話，行星審判過程如下：一、列出行星罪行，當時正有一顆巨大隕石（事實上是一顆荒廢的行星）正墜落藍星，摩亞於是馬上衝入宇宙，進行行星審判，說道：無魂之凶星啊，汝今依循之方向，乃斷絕光明未來及諸多希望之罪孽之道也。說明行星的罪行。二、裁定罪行，續摩亞的說話：吾乃行星審判者安哥爾·摩亞，現僅以偉大之宇宙意志代行者身份，在此裁定汝之罪行。三、執行判決，裁定行星的罪行後，當然有如一般法庭一樣執行其判決，而行星的判決，當然是毀滅。續：基於眾星意志63億8054萬9961管所編成之交響詩篇，以安哥爾族之究極奧技執行判決！判決所使出的絕招視情況而定，所考慮的條件為行星的大小。執行判決時摩亞會化為第二形態進行審判，其原因大概為確保執行判決時能完全無誤。
安哥爾·摩亞的第二形態是第一形態的進化版，配合路西法鐵鎚第二形態使用，由於路西法鐵鎚第二形態的能源消耗速度過快，所以第二形態的審判儀式服的主要功用是快速回復能源，同時也能產生力場保護摩亞。穿上「第二審判儀式裝」的摩亞頭髮比原來的長，頭上的帽子變為一頂皇冠；背後的袍子增長變大，肩膀左右兩旁皆有一個巨型鈴鐺，鈴鐺上各有一隻類似異形鼻子的朝天巨角，袍的中心，即摩亞的背後有一個更大的圓形空洞；上身只有一件迷你的全包形胸罩及手袖；下身則只有一條綁繩形內褲及黑色絲襪。至於摩亞的兵器－路西法槍，則由本來的一面隕石形槍頭、一面月牙形槍頭，變為一面流星錘般槍頭、一面燒烤叉形槍頭。整體上比第一形態性感。現知的第二形態出現原因有兩種：一為摩亞傷心或絕望時；二為摩亞執行「行星審判者」身份時，此時額前會多出一隻「眼」。安哥爾·摩亞的第三形態是最終形態，服飾外貌不明，跟第三形態審判儀式服一樣是為了搭配路西法鐵鎚的型態變化而產生的，跟路西法鐵鎚第三形態一樣沒有人看過。傳說主要功能應該也是為了保護自己與回復能源，不過根據可靠消息，第三形態審判儀式服還兼具攻擊和牽制的功用。路西法槍將由兩面雙向式攻擊，變形為三節槍，破壞一切。不過真正的外貌和武器亦未有人見過，最可信的情況就是見過的人都已經死於槍下。
動畫版的摩亞平時把路西法之槍（漫畫版名稱未公佈）以手機的方式配戴（綠色為主色，有Keroro軍曹的圖像，用途暫時看來跟普通手機沒有分別)，其實是安哥爾族用來破壞行星的武器，只要摩亞唸出密碼（密码：19997，意为1999年的第七个月，摩亚原打算于此时破坏蓝星），就能夠變回原型。漫畫版則隨時召喚出來即可。「槍」的名稱由漫畫第2集第12話得知可能為「墮天之槍」。路西法之槍的敲擊面可以使物體帶來毀滅，月牙面則可帶來重生。路西法鐵鎚甚至能打破時間與空間的隔閡，可能是傳說中的神器，平日則以手機形態收藏，只要輸入密碼就會變回鐵槌狀態。路西法之槍的第二形態，月牙面由於變成三叉戟，因此不具重生功能而變成範圍調節器，敲擊面為了放送能量的集中所以也變小了。不過缺點是由於能量供給源的能量總數固定，所以無法使用太多次。路西法之槍的第三形態，據說是路西法之槍的最終型態，沒有人實際見過，最可信的說法是看過的人已經消失了，所以無法證明其存在。傳說路西法之槍變成最終形態時，會變得巨大很多倍及變成三節。第一節會將要破壞的物體集中，第三節則負責破壞，而第二節的作用是指揮另外兩節的活動。
曾在一次偶然的機會下，Keroro到摩亞家作客，在誤打誤撞下把摩亞從衣櫃中解救出來（好像是因頑皮被父親關起來），摩亞自此將Keroro視作為解救自己的白馬王子。小時候一起玩過，對keroro的稱呼是「叔叔」。摩亞跟Keroro小隊一起行動之後，通常是直接聽從Keroro的命令行動的。平時摩亞會幫助Keroro處理日向家的家務，幫助Keroro買模型，是Keroro地下基地的通信員，有時候還會參加Keroro的侵略計劃。對Keroro抱持憧憬的心。由於摩亞跟Tamama都對Keroro軍曹抱有好感，所以Tamama對摩亞有強大的嫉妬和怨恨，經常把對摩亞的嫉妬和怨恨發洩在其他東西上（例如在任務上），而他們二人的故事便成為了此動漫其中一個受歡迎的元素。摩亞是頭腦冷靜、性格陰沈的天才發明家Kululu唯一害怕的人。每當摩亞用純真的表情或者笑容看Kululu的時候，Kululu總是會表現得十分驚慌失措，不知如何是好。漫畫中把他們比喻為「光與暗」的存在。是唯一能夠令Kululu低頭認輸的人。跟日向夏美為朋友關係，會互相幫助。她們試過幫助桃華一起奪取畫了桃華小時候樣子的畫。每當摩亞看到Keroro跟夏美吵架時，總是會露出一種左右為難的表情。
動畫原創中，摩亞在第74話時表示十分懂得安哥爾族的占卜，但其實是一邊唸數字一邊破壞行星，直到唸完為止。動畫第116集中原創，她有一本十分巨大的日記，記載了摩亞從小到大的事情，更有記錄Keroro小隊的侵略計劃和行動，對Keroro軍曹的記錄十分詳盡，而且還美化了軍曹的形象。
556
配音：日本：檜山修之；台灣：劉傑；香港：梁志達、鄭麗麗（童年）
宇宙私家偵探，Keroro小時候結識的朋友。Keroro向他表明長大後要當侵略者時，他向Keroro挑戰說要當宇宙刑警，負責粉碎Keroro的野心。但因為參加宇宙刑警考試一直落敗，又找不到工作，只好自己開偵探事務所，不過似乎沒什麼生意。永遠都是一張狂笑的臉，只有相依為命的妹妹拉比才能看到他表情的微小變化，瞭解他真正的想法。除了好管閒事之外，個性也偏向神經質外加中二病，也特別喜歡木製三層彩色組合櫃（動畫限定）。目前與拉比定居於地球。戰鬥前會先花費0.0037秒進行「癒著」（會戴上一個頭盔，手握一把雷射竹刀），必殺技是「556  有機破空斬」。主要是戲仿東映1970年代末期的特攝片「宇宙刑事加邦」（第一代，變身時會喊出「蒸著」）。由動畫第245集得知，頭盔是小時候媽媽買給他的生日禮物。
拉比
配音：日本：金田朋子；台灣：龍顯蕙；香港：林司聰（有線電視）／陳凱婷→沈小蘭（無綫電視）
556的妹妹，是能夠看出他人微小表情變化的人，也只有她能看懂556真正的心情。由於556求職困難，因此必須持續兼職養家，不時會在路邊廣場發現她的身影。激動時會舉起手中的槍（那支槍實際上似乎只是訊號發射器），眼中閃著淚光。經常為556的行為道歉，也經常為556找不到工作而擔憂。動畫第24集曾經誤打誤撞代替哥哥參加電視劇演出，結果頗受觀眾好評，被評為「眼中有著憂傷的女戰士」。造型與舉槍動作則是戲仿「宇宙刑事」（第三代）女主角安妮，漫畫中亦有模仿安妮的拉比扉頁出現。
小白貓
配音：日本：谷井明日香 代役：小暮英麻(242集)；台灣：龍顯蕙；香港：鄭麗麗
本來是街上的野貓，在一場大雨中被Giroro收留後，便一直出現在日向家。很喜歡Giroro，常常陪伴在他身邊，對夏美的遲鈍深感不滿。喜歡吃冬樹給的海苔。曾兩次使用Kululu發明的「藍星動物士兵化槍（動畫：我們都是這樣活著槍）」變身為人類，在漫畫原作第15集第120話中曾奪取Keroro的「K隆之☆」而當上Keroro小隊的隊長。
人類外型戲仿自快打旋風系列中的角色倩咪·懷特。
月神散世
配音：日本：西村千奈美；台灣：錢欣郁；香港：何璐怡
吉祥學園新聞部成員之一，是個標準的筆記狂，也是身手最矯健的人，但曾被小雪和Dororo抓住。執念很深，對於懷疑的事情會一直追問下去。跟桃華一樣暗戀冬樹，手機裡有冬樹的相片，也因為那張相片而和桃華成為朋友。於動畫第138集第二次看見Keroro脫離藍星人Suit摔到地上時，她拍下了照片。不過她守住秘密，並對新聞部長底斯克說因為受到電波干擾，所以一張照片都拍不到，之後將照片刪除。動畫第170集曾與Pururu護士長接觸而成為朋友，並揭露隱藏在深度近視眼鏡下的容貌。
愛莉莎·南十字星
配音：日本：矢島晶子；台灣：馮嘉德；香港：陳凱婷、曾佩儀（代配）、張頌欣（代配）
有著橘色長髮，撲克臉表情的少女；自稱來自黑暗世界（Dark Zone），在黑夜中狩獵的黑暗獵人（Dark Hunter），實際上是歐洲15世紀時一個會說話的人偶，但因是人偶的關係，不能被人類接納，以至愛莉莎心中的情緒只有悲傷。聲稱住在地球的外星人和神祕生物是她們「生存所必須的獵物（食物）」，以貓耳髮箍（其實是父親涅布拉變型的）作為攻擊與吞食宇宙人的武器，習慣以「Daddy」稱呼涅布拉；能夠阻擋一切物理光線攻擊，並且能夠變成希臘神話中的戈爾貢，石化人類。喜歡冬樹（因為冬樹能將隱藏在黑暗中的宇宙人引出來），冬樹曾在夢中見到她，遇到她時會嗅到金木犀（桂花）的香氣。近日，愛莉莎似乎開始有了人的本性，臉上較常出現微笑，開始懂得去愛。
涅布拉
配音：日本：大塚芳忠；台灣：黃天佑；香港：陳永信
愛莉莎的父親，一塊黑色的神秘物體，上面有一隻眼睛，寄身在愛莉莎的貓耳中，經常幫助她戰鬥；此外也希望愛莉莎可以成為人類。曾經失去記憶，但在與同類的爭鬥當中，想起自己是由某行星人群的心智所混合而成的。他也證實了愛莉莎的獵物不是被冬樹吸引而來，而是被他自己吸引過來的。對安哥爾族的摩亞非常敏感，因為「生前」的星球就是被安哥爾族所破壞，但在動畫中曾使用愛莉莎的貓耳捕捉摩亞。
儂特露馬
配音：日本：澤城美雪；台灣：龍顯蕙；香港：沈小蘭
為一神秘的女性人魚，並能以人類少女的模樣現身，是地球的「紀錄者」。最早出現和冬樹一起在海灘上撿垃圾，並在他溺水昏迷時救之。有一集中伴隨地球古老生物「奇蝦」一起出現，也因此提到在Keroro爺爺的時代，儂特露馬是藍星人的族名。
火之原 燈
配音：日本：加藤英美里
原作第184話初登場。四鷹小學超自然研究社五年級學生，新Keroro的主人與伙伴。日向冬樹的學弟。同樣喜歡研究超自然現象，時常與冬樹討論相關話題。個性溫和。
金阿彌 明
配音：日本：茅野愛衣
原作第187話初登場。四鷹小學五年級學生，小燈的同班同學。自稱曾遭外星人綁架(問卷調查)，而獲得超能力。平時總是閉著一隻眼睛，使出超能力時才會睜開。說話時常在句尾加上「我有這種感覺」。
土佐國 紅
本來是兩眼失明的地球人少女，在巧遇打算退休的毒蛇後得到其道具復活果實，繼承了毒蛇的使命並得到了可以變身成毒蛇小紅的特殊力量，也回復了視力，目前以打敗Keroro小隊為目標。
是一名旱鴨子，廚藝也並不怎麼好。

## 宇宙人相關

### 毒蛇一族相關
註：毒蛇（Viper），或譯為「威霸」。K隆星人的天敵，但相當恐懼Keroro的父親，動畫第143集機械毒蛇R曾表示，當戰場上出現「YoKa YoKa（Keroro的父親的口頭禪）」的叫聲時，表示毒蛇一族的剋星出現了。所有毒蛇都差不多一模一樣，以前與Keroro小隊戰鬥時弟弟失敗、哥哥逃亡。家族成員眾多，不過每一名毒蛇都能記住家族的關係。每隻毒蛇登場時都會自我介紹：「我是上次那個毒蛇的（親緣關係）」，然後台版旁白就會講「毒蛇 （括號）遠房親戚」。原型為寺澤武一漫畫「哥普拉」同名主角。
毒蛇R（經回收後再利用）
配音：日本：飛田展男；台灣：黃天佑；香港：陳卓智）
毒蛇（本人）
毒蛇（回歸）（Return）
毒蛇（再次挑戰）（Revenge）

### 其他宇宙人
Sumomo
配音：日本：井端珠裡；台灣：龍顯蕙；香港：林司聰（有線電視）／何璐怡（無線電視）
伽瑪星雲第23號行星－阿呵多隆星人（一個外型類似K隆星人的宇宙種族，有調整甲狀腺荷爾蒙分泌而改變外形的能力，可以輕易變成地球人的外表），體色為桃紅色。漫畫版中是和父親鬧彆扭離家出走的外星少女，中學二年級生，收養人是春世；動畫版中則被設定為宇宙中的人氣女歌手，且在動畫第12集首次出現後便定居在地球。除了唱歌外也會參加綜藝節目，是個很賣力的藝人。
玻唷
配音：日本：麻績村真由子；台灣：雷碧文；香港：張頌欣、鄭麗麗 （代配）
宇宙女警察，任職於仙女座恆星前派出所，位階為巡查長，平常的工作是逮捕逃到宇宙各處的犯人，生日為8月30日，星座為處女座。每次出場的時候，都會從另一個空間由上而下或由左而右緩慢地轉出來，嘴裡並發出「Poyoyoyo～Poyoyoyo」的聲音。持有標著「S.P.D」的手槍，實際用途是把抓到的壞人弄到特別空間。說完每句話都會說一聲「玻唷」（ポヨ）。動畫版中玻唷是玻央的學姊，並有另一個「櫻吹雪」的身份。動畫第144集與第224集稱夏美為「具正義感且不會拒絕別人的好人」，因此曾找她幫助辦案。
玻央
配音：谷井明日香；香港：張頌欣→沈小蘭
宇宙女警察，玻唷的學妹兼同事，位階為巡查，通常在宇宙商店街巡邏。說完每句話都會說一聲「玻央」。比玻唷少出場。
安哥爾．提亞
摩亞之母，只在漫畫13與14集後面出現，據說就是她用啟示錄攻擊讓恐龍滅亡，跟摩亞相似度極高，身材很好，摩亞她爸好像很怕她。
恐怖大王
配音：角田信朗；台灣：劉傑；香港：譚炳文
摩亞之父，安哥爾一族的首領，曾在動畫第41集現身，與Keroro是好友，是個比地球大幾十倍的巨人，很期待摩亞把地球漂亮的切成兩半，而且好像很怕老婆，武器像搗麻薯用的槌子。
Nyororo
配音：藤原啟治
此角色為動畫組自創，漫畫版在第74.5話客串一次。蜿蜒型宇宙人，K隆星人天敵。每逢K隆星人體內濕氣過高，便會自動從天而降，將他們體內的水分全部吸乾。K隆軍有時亦會用他作紀律處分（動畫第40集處罰軍曹作業遲交）。動畫第164集中，Keroro小隊被Nyororo追殺時觸發了時光隧道，結果小隊一同前往演化出Nyororo的星球，企圖把它們毀滅。
DANCE☆MAN
配音：日本：DANCE☆MAN；台灣：劉傑；香港：梁志達
現實中真實存在的一位Funky歌手，自稱是Mirror Ball星人，本名為藤澤秀樹。第一季片尾曲即由他主唱。動畫第88集曾被Kululu找來訓練摩亞、桃華、夏美、小雪四人。
DASONU☆MASO（逃舞超人）
配音：日本：長島雄一；台灣：曹冀魯；香港：陳欣
全宇宙人人皆知的Funky歌星，其實根本就是DANCE☆MAN的仿冒品。Kululu小時候結識的朋友。最早在動畫第47集透過把他的「演唱會」門票票根撕下來，本人便會化為巨大的捲毛球而來到地球上的（後來他也都是採用這種方式來到地球上的）。動畫第88集曾經製造過DASONU☆MASO機器人想侵略地球，最後被More Peach Summer Snow(摩亞、桃華、夏美、小雪)打敗。每次DASONU☆MASO出現后，真正的DANCE☆MAN幾乎都會出現。動畫港版把此人譯為逃舞超人，真正的DANCE☆MAN則譯為跳舞超人。眼睛射出的光線可以把人的髮型變成爆炸頭（後來除了髮型外，連性格也會一起改變）。屬於「毛叢叢(台語)」型外星人。喜歡說一些前後語意相反的無俚頭笑話，只有Keroro小隊的成員（除了Dororo和Giroro以外）和妹妹DASONU☆MALI會笑死。漫畫版中的名字為DANGE☆MAM。
DASONU☆MALI（逃舞超女）
配音：日本：愛河裡花子；台灣：龍顯蕙
動畫原創人物，的胞妹，動畫第114集曾到地球學習Keroro小隊的「滑稽表演」，最後被哥哥發射的光線變成爆炸頭。
蓋魯
配音：飛田展男；台灣：黃天佑；香港：李克勤
商品販賣型宇宙人，台版譯作「貴死人」在宇宙各地販賣許多稀奇古怪的商品，也時常接受Keroro的預約訂購（費用往往超出侵略預算甚多）。以日本有名的通信販賣業者高田明為範本所產生的人物。
3M
配音：日本：島田敏；香港：陳卓智
人氣節目「宇宙熱淚盈眶訪問錄」主持人，喜愛用長度作為計分的單位。動畫第11集曾被宇宙罪犯所假冒，在日向家騙吃騙喝，最後被宇宙女警察玻唷逮捕。真正的本尊訪問地球時，因為之前來的太空船壓毀了Giroro的帳篷而被不知情的Giroro用重裝火炮攻擊，最後倉皇落魄的離開地球。
R GREY
配音：日本：綠川光；香港：李錦綸
3M的搭檔，同為「宇宙熱淚盈眶訪問錄」主持人。遭遇與3M相同，為宇宙罪犯所假冒，最後被宇宙女警察玻唷逮捕。。本尊訪問地球時，也同樣被Giroro用重裝火炮攻擊而離開。
孩子王星人1
配音：巖田光央；香港：陳卓智
首次出現於動畫第106集，從以前便與Keroro熟識（胖虎星為K隆星的同盟）。時常出沒於SIDE 6的宇宙地下街。喜愛唱歌，但又五音不全，很愛當老大，對其他人總是傲慢粗暴，認為「你的東西就是我的東西，我的東西還是我的東西」，跟神奇寶貝的武藏一樣。個性與造型均與多啦A夢中的胖虎類似。唱歌時會唱出《多啦A夢》的主題曲。
孩子王星人2
配音：草尾毅；香港：黃鳳英、關令翹（代配）
首次出現於動畫第106集，總是跟在孩子王星人1旁邊，喜歡幫腔作勢。個性與造型均與多啦A夢中的小夫類似。
輝夜姬
配音：日本：高橋理惠子；台灣：龍顯蕙；香港：曾秀清
細竹星人第13代公主，出現於動畫第76集。1000年前細竹星毀滅，輝夜姬帶著80億居民搭乘牛車型太空船尋找新的行星，途中遇到宇宙風暴而漂流至月球，太空船也因此故障而無法行駛。多年來四處尋找可以修理太空船的五種特殊礦石（佛的御石缽、蓬萊的玉枝、火鼠的皮裘、燕子的安貝、龍的五色玉），在Giroro無心插柳之下，終於發現了最後一件礦石－龍的五色玉，順利幫助輝夜姬重新開始尋找新天地的旅程。
潔西卡．哈比
配音：日本：篠原惠美；台灣：蔣篤慧；香港：曾秀清
出現於動畫第78集，宇宙國際刑警一級特別搜查官，追捕毒蛇已多年。協助Keroro等人追捕想搶奪寶藏的毒蛇。
希爾菲
配音：日本：折笠愛；香港：黃麗芳
出現於動畫第81集，機動幻惑族（熟練怪異忍術的宇宙忍者，和K隆星是同盟）的精英，所屬為宇宙特殊部隊「月光」。來到地球和小雪決鬥，差點一起身亡，兩人得到Dororo救助才平安無事。
大石星人
配音：成田劍
出現於動畫第120集，容易墮入愛河的「Trendy宇宙人」，眼睛能射出「Trendy光線」，使對方無法動彈。身體如石頭般堅硬，最初被別人撞到也絲毫不動。目前曾被他愛上的人有夏美、桃華和拉比，而最後被桃華一拳打上天空。以日本有名的「花花公子」－藝人石田純一為範本所產生的人物。
小百合
配音：弓場沙織；香港：許盈
出現於動畫第108集，藝妓星人，宇宙竊盜慣犯。擅於利用一頭紅色的長髮竊取他人財物，被Poyan通緝中。曾經在SIDE 6的宇宙地下街偷走Tamama的錢包，但後來發現裡面都是Geroro艦長的卡片，而將錢包還給了Tamama。
木下黎
配音：日本：澤城美雪；台灣：林美秀；香港：張頌欣
出現於動畫第61集，阿爾達星人，興趣是研究神秘學。在一次地球旅行時，不慎將絕對幸運石弄丟了（阿爾達星人就算什麼都不做也會招來惡運，所以身上都要佩帶絕對幸運石），因此在地球上經歷了許多不幸的遭遇。拾獲絕對幸運石的冬樹將絕對幸運石交還給他之後，才恢復正常人的生活。
哈斯雷星人
配音：堀內賢雄；香港：黃啟昌
出現於動畫第96集，就算什麼都不做也會招來好運，與阿爾達星人完全相反。但是他們反而因為幸運源源不絕而感到困擾，所以身上都要佩帶絕對惡運石。
梅洛斯星人
配音：山口健；香港：黃啟昌
出現於動畫第96集，拾金不昧型宇宙人。由於無意間撿到哈斯雷星人的絕對惡運石，為了將惡運石物歸原主，而經歷了許多災難與不幸。
丘桐
配音：松島美之里；香港：陳凱婷
出現於動畫第132集，魯涅星刺客培訓學校實習生，畢業試為刺殺Dororo，結果在Dororo放水之下打成平手。
博布
配音：麥人；香港：朱子聰
出現於動畫第132集，魯涅星刺客培訓學校教官，為丘桐的教官。
祈舞扇／753
配音：齋籐次郎
出現於動畫第135集，在K隆星的「宇宙龜殿」為小孩子提供便利，看見小孩子就會開心。但憤怒時會變得很大，甚至毀滅星球。
兇惡犯303號
配音：卷島直樹；香港：馮錦堂
出現於動畫第65集，宇宙罪犯，曾經毀滅幾個行星的兇犯。喜歡吃光各星系的所有食物和資源，還能操縱其他宇宙人的身心來犯案（曾入侵Keroro的身體）。不過最終還是被玻唷拘捕。根據宇宙法律規定：他操縱其他宇宙人時所吃的食物或資源，衍生的積欠帳款須由被操縱的人支付。
摩加蘭星人
配音：招世亮
首次出現於動畫第31集，與K隆星人敵對的種族。Keroro迷路時，一個摩加蘭星人路過，但因為他們是敵對關係，摩加蘭星人沒有幫助Keroro，只留下一罐咖啡。漫畫版時已離開軍隊，動畫第228集也有交代此劇情。
佐籐
配音：神奈延年；香港：伍博民
出現於動畫第134集，MUSENJAGA星人，有著美洲豹的臉孔。時常至秋葉原購買電腦周邊商品，與Kululu熟識，不過卻與Kululu有著不為人知的交手經過。
高度宇宙蟲齒菌超達利
配音：日本：伊藤美紀；香港：沈小蘭
專門寄生於他人牙齒中的宇宙種族，會在宿主的牙齒中建造進攻基地，而經常被誤以為是蛀牙。動畫版中寄生於Keroro的牙齒內，最後被Kululu發明的「Keroro B」自爆所消滅。
Uramimāsu
配音：千葉繁；香港：陳廷軒
出現於動畫第95集，囧星人，該星球射擊大賽的第四名。由於自己的疏忽造成女友踩到香蕉皮，卻怪罪於剛好路過的Giroro。由於囧星人偏好乾燥氣候，與K隆星人完全相反，因此選擇在沙漠中與Giroro對決，但最後仍舊敗北（Giroro為K隆星射擊大賽第一名）
九條冥
配音：日本：荒木香惠；台灣：龍顯蕙；香港：何璐怡
出現於動畫第146集，冥王星人，真名不詳，仰賴地球人對冥王星的思念程度生存。由於冥王星於2006年8月24日被地球人從太陽系行星的行列中除名，冥王星人開始消失。為了拯救族人，九條冥到地球盡力宣傳冥王星，可惜最終仍舊失敗，並且完全消散。
於動畫版ZZZ咚咚咚縮經過冥王星時和卡隆又出現在冥王星上為自己星球宣傳，似乎是因為冬樹的思念讓其能留存。
卡隆
配音：日本：藤原啟志
出現於動畫第146集，九條冥的寵物，常態為外型像迴旋鏢的生物。最終型態為貌似渣古的多面鏡生物，並以小型多面鏡衛星來進行攻擊。
試圖以製造混亂的方式，讓地球人記得冥王星。
最後在遭Giroro及Dororo施予最後一擊前和九條冥完全消散。
於動畫版ZZZ咚咚咚縮經過冥王星時和九條冥又出現在冥王星上為自己星球宣傳，似乎是因為冬樹的思念讓其能留存。
名字取自冥王星的衛星卡戎。
ZZZ咚咚咚縮
出現於動畫第154集，超巨大型宇宙侵略怪獸，身長2,000公尺。最令人恐懼之處就是名字太長，以日文發音念出名字時容易咬到舌頭，目前為止只有Galulu能夠一口氣將它的名字唸完。興趣是破壞別人的星球，然後將星球上的公仔全部納為己有（預估已收集超過1兆個以上），被他看上的星球都無法避免被破壞的命運。突然以地球為目標前進，Keroro等人將宇宙人街道集合成為巨大機器人與他作戰。後來因為踩到Keroro不慎弄出的宇宙香蕉皮而滑倒，跌入太陽之中。
炯炯目人
K隆星人的同盟種族，外型很像怪俠索羅利。

## 地球人

### 吉祥學園
師走五月
配音：日本：松浦千惠；台灣：龍顯蕙；香港：沈小蘭
夏美的短髮同學，籃球社社員。曾邀請夏美加入籃球社，可惜被夏美以家事繁忙為由拒絕。曾被日向家的小幽靈觀世附身。「師走」在日本古語的意思是十二月。
霜月彌生
配音：日本：谷井明日香；台灣：雷碧文；香港：林雅婷→何璐怡→張頌欣
夏美的長髮同學，戲劇社社長。曾邀請夏美為戲劇社表演。漫畫版中則到第10冊才正式登場。「霜月」在日本古語的意思是十一月，而「彌生」則是三月的意思。
芋碁理惠
配音：日本：中原麻衣；台灣：蔣篤慧；香港：張頌欣→陳凱婷
動畫版原創人物，夏美的宿命對手（不過經常敗給夏美，差一點就能得到勝利）。和夏美一樣很有運動神經。總是被小雪把名字叫成「芋．碁理惠」或「芋頭理惠」。
山口景二
僅在漫畫版中登場，漫畫研究社社長。
底斯克
配音：日本：阪口大助；香港：黃榮璋
吉祥學園新聞部部長。在潛入日向家挖新聞時，進入Keroro的房間，發現通往地下基地的冰箱，打開之後被吸了進去，和月神散世以及山裏帝明一起被抓住。
山裏帝明
配音：日本：高戶靖廣；香港：馮錦堂
吉祥學園新聞部的攝影師，曾與月神散世和新聞社社長親眼看見Keroro脫離藍星人Suit摔到地上，但還是來不及拍下照片。在潛入日向家挖新聞時，打算偷拍夏美的出浴照，但被Giroro發現而阻止，束手就擒。

### 西澤家
西澤梅雄
配音：日本：池田秀一；台灣：黃天佑；香港：梁志達、張炳強（代配）
桃華的爸爸，西澤集團總裁，坐擁全球51%的經濟資源，以及比桃華護衛隊更強的精英部隊。現旅居英國蘇格蘭。原本是一位格鬥家，在一次武道大會中認識了西澤櫻華和波爾，並且與櫻華結婚。後來櫻華將西澤家交給梅雄管理，憑著才能讓西澤集團登上全球第一（波爾形容為在以資本主義為名的循環淘汰賽中過關斬將，屢戰屢勝）。但因工作繁多而無法留在日本陪伴桃華，所以一直將桃華交給波爾照顧。絕招為「梅閃雷」。
西澤櫻華
配音：日本：榊原良子；台灣：蔣篤慧；香港：謝潔貞
桃華的媽媽，和女兒桃華一樣有雙重人格，而桃華可能也是遺傳自她，職業為格鬥家，造型類似「快打旋風」中的春麗，全身散發出強大的殺氣與壓迫感。原本是西澤集團的千金大小姐，為了成為世界第一格鬥家而放棄千金身份，追求更高的格鬥技巧。在一次武道大會中與梅雄相識，兩人結婚並產下女兒桃華後，便將西澤家交給梅雄管理，自己則到世界各地挑戰強者。不時會回來突襲測試桃華親衛隊，並設下「在一個小時內如果順利到達桃華面前，將解雇波爾及全體親衛隊員（漫畫版無時間限制）」的條件。絕招為「櫻暴烈」。西澤櫻華聲優飾演夏亞情人哈曼的榊原良子負責。
吉岡平正義
配音：日本：下野紘；台灣：吳文民；香港：李錦綸→黃榮璋、梁偉德（代配）、黎景全（代配）
年輕的桃華親衛隊隊員，編號880245。被稱為「最不起眼的親衛隊隊員」，曾因保護桃華，而被梅雄讚許。動畫第248集後半段的標題以他名字做為開頭，在配角中實屬罕見。
親衛隊隊長
配音：長嶝高士
西澤家女僕隊
配音：山本麻裡安（女僕長），牧島有希、廣津佑希子（女僕）
負責打掃西澤家的女傭，漫畫版中有5位成員。雖然身穿宮廷式女傭服，不過樣貌、髮型等都是戲仿《美少女戰士》。其中酷似月野兔及水野亞美的成員，香港無線電視配音版更找來於92和94年擔當《魔神英雄傳》和《美少女戰士》配音工作的曾佩儀（忍部火美子）和（月野兔）及梁少霞（聖龍妃）和（水野亞美）客串當年角色。
格鬥精銳肉搏部隊
單行本第十三集登場，桃華親衛隊的精銳肉搏部隊，全被西澤櫻華瞬間擊敗。其造型爲「快打旋風」的人物「凱爾」（Guile）、「桑吉爾夫」（Zangief）及「塔爾錫」（Dhaislsim）。

### 忍野村
骸
配音：日本：大原沙耶香；台灣：蔣篤慧；香港：沈小蘭
小雪的兒時玩伴，與小雪是好朋友。外表冷酷，但內心卻十分關心小雪。忍野村解散後，曾以女高中生裝扮在城市出現，漫畫版中用忍術幫助小雪；動畫版中則和小雪擦身而過。
零夜叉
配音：卷島直樹
動畫版原創人物，一隻有靈性的狗，也是Dororo初到地球時認識的朋友。兩眼顏色不同，分別為黃色和藍色。
首領
配音：日本：丸山詠二；台灣：吳文民；香港：陳永信
忍野村的忍者首領。非常喜歡iPod shuffle。忍野村解散後靠著在時代劇仙境中的演出維持生計。
老七
原作151話登場，前附屬忍廳組織「泰連」的成員之一，真實身分其實是七名女忍者，絕招是"七分身術-七蓮花"。角色設定為七人之奈奈的女主角鈴木奈奈。

### 其他
幽靈少女
配音：日本：松浦千惠；台灣：龍顯蕙；香港：羅嘉玲（有線電視）／何璐怡（無綫電視）
本名觀世，古代的少女，生前曾因為保護河童而下獄，下獄地點正是現今Keroro的地下房間，去世後靈魂一直逗留在日向家的地下室。因為她的存在，日向秋才能以便宜的價格買下這棟房子。雖然容易被人遺忘，但如果太久沒有人理她，她就會飄出來嚇人。平常以人形印記現身於日向家地下室的牆上，顯示自己的存在（但有時被堆積過高的鋼普拉包裝盒遮蔽），不過有時也暗中參與眾人的活動。在看見Keroro戴上河童的帽子後，覺得Keroro非常像河童，完成了她想再見河童一面的心願，而逐漸被超渡，但被小雪無意間阻止。另外也曾經和師走五月相撞，然後附身到師走五月身上。
土下左衛門
配音：日本：難波圭一；台灣：吳文民；香港：鄺樹培
古代的一名普通足輕（日本古代最低級的步兵），渴望去京都。附身到Keroro所砌的模型城堡上（城堡被灌入萬能兵器化飲料Nanora，變成會透過吸收物件而增大的城堡），城堡變大後，土下左衛門便操控它前往京都（因為城堡吸收了車輛，所以能夠移動），在即將經過鋼普拉製造工廠並將其吸收時，被Keroro等人阻止，之後尊敬起Keroro。
天王寺麻美
配音：日本：能登麻美子；台灣：蔣篤慧；香港：張頌欣
漫畫版設定為不良女子高中生（與623上同一所學校），摩亞以其樣貌為藍本偽裝成地球人。動畫版設定的麻美是空手道高手，第一次替被別人欺負的同學出頭之後，就自暴自棄，一直欺負其他無辜的少年，最後由摩亞與眾人引導之下，才不再自暴自棄。
小林軍曹
第十三部隊隊長。住在桃華為了用於「與冬樹急速接近！？只有兩人的南方樂園 小鹿亂撞旅遊大作戰」而買下的島嶼上。
春世
僅在漫畫版中登場，中學三年級學生。Sumomo在她家定居。父親是漫畫家。
東野誠
僅在漫畫版中登場，冬樹小學時代超自然研究社的社員與朋友。
北瀨泉
僅在漫畫版中登場，同為冬樹小學時代超自然研究社的朋友。似乎很容易被催眠。
濕黏黏超人／植津徹
配音：日本：中村大樹；台灣：黃天佑
動畫版中為了對抗夏美，以夏美所害怕的蛞蝓改造而成的人形兵器，不過最後卻投向夏美一方而離開地球。主要是戲仿《超人力霸王》而來。值得一提的是除了第一年以外幾乎每一年春天KERORO軍曹都會以他做
為範本來想出對付夏美的作戰計畫，但只要KERORO又想故技重施時，濕黏黏超人就會從宇宙中回到地球幫助夏美。
第五季登場能變成人類外觀並且有了說話能力，雖然會有點不習慣人類動作（很常跌倒）。
美樂蒂・哈妮（メロディー・ハニー，Melody Honey）
配音：日本：豐口惠；香港：陳凱婷
名模特兒，曾在土井中海岸擔任泳裝美女漫才大賽的特別評審。桃華為了能讓身材追上冬樹的姊姊與媽媽，曾被找來作為健身教練。
源自「七人的娜娜/七人のナナ」同名女角，但配音為松井菜櫻子，於電玩少女櫻吹雪、KERORO軍曹客串登場。
Kapu（卡噗）
大和等人口中的河童，依據大河的形容，與Keroro的容貌相當類似。
實際上是K隆軍製造，由Keroro等人發射後未能回收，用來收集地球數據的偵查用機器人「藍星蛙」126號。
大和
配音：松本梨香
品野
配音：尤加奈
スギタ（アニメではキリシマスギタ）
配音：宮崎一成
杉田
配音：真殿光昭
綾瀨楓
配音：日本：神田朱未；香港：楊善諭
一名在玩具店工作的少女，在玩具店認識去買高達模型的keroro，並與keroro做了好朋友（起初keroro以為楓小姐喜愛keroro，但好像對Keroro有好感）。後來她離開了日本。（同集）
角山木子
配音：日本：横山智佐；香港：程文意
是一名受K隆星邀請去K隆軍作為「超貴賓機械設計師」少女藍星人。在「Keroro Zero」第303話中，在keroro小隊前往藍星時，從keroro電腦指導器中得知角山曹長這一名藍星人。角山曹長為了找回以前的K隆星好友-Nobibi, 結果遇到Keroro小隊，小隊還向角山曹長追逐。後來keroro、giroro和zeroro（即dororo）與Boruba（變形生物）及角山曹長誤入一個礦石星球，並且遇到一隻三眼怪物的攻擊。最後靠角山曹長利用星球上的「實體化礦石」畫出一架太空船逃走。這一次經歷加深了keroro小隊與角山木子的友誼。
旁白（安藤）
配音：日本：藤原啟治；台灣：黃天佑；香港：楊耀泰（有線電視）／盧傑群（第2季VCD/DVD）／陳永信、陳欣（代配）、張炳強（代配）（無綫電視）
動畫中飾演旁白的人，只在第40集中短暫露過面（不過以上面寫著「N」字的布蒙面），以及在第135集中以稻米的形式露面數秒（米上寫著「N」字）。在劇中可以與登場人物對話（像是在第31集中與迷路的Keroro聊天打發時間），也經常把某人的心聲當眾說出，有時會因此引起眾人不滿。
麻里
夏美小學時期的友人之一。
原先是連載前短篇的主角之一，起初被夏美從祖母手上接收，並養在家中的大型蝌蚪嚇了一跳，但幾天後蝌蚪卻長成了用不但會用兩腳走路、會說話且類似青蛙的詭異生物，原先兩人相信這隻青蛙為落難地球的外星人，卻不知其真面目為外星人預備侵略地球的先遣部隊用機器人。
在原作226話中出現於夏美的回憶中，年齡與外型也比短篇更加的年幼。
4號
K隆星侵略用先遣偵察機「藍星蛙」4號，仿造自Keroro的外型。
原先於連載前短篇登場，以蝌蚪型態被夏美祖母救起後寄送給夏美做生態觀察用，後來成長為成體與夏美展開一段觀察及被觀察的故事。
後來回流於本傳故事中，於226話中登場。原先在消除夏美記憶後即將休眠返航，但為了報答夏美用盡剩餘電量找出走失的冬樹而無法返航，啟動保護系統隱形。數年後隱形系統被漆黑之星解除，在回到日向家與夏美道別後耗盡電力關機。被Keroro等人送回K隆星維修，並目送其離開。

## クルルにより生み出された人物・動植物

### 地球動物兵士化銃（ボクラハミンナイキテイル銃）被験者
太郎
配音：日本：土師孝也；台灣：劉傑；香港：招世亮
第32話登場。
虎男
配音：日本：堀秀行；台灣：黃天佑；香港：陳欣
第32話登場。
紅薑絲Red
配音：日本：白石稔；香港：招世亮
第187話登場。
紫菜碎Blue
配音：日本：土門仁；香港：林保全
第187話登場。
Green
配音：日本：室園丈裕；香港：陳卓智
第187話登場。
天婦羅渣Yellow
配音：日本：松浦チエ；香港：伍秀霞
第187話登場。
白蘿蔔絲White
配音：日本：佐久間紅美；香港：張頌欣
第187話登場。

### ヤミニカクレテイキル銃被験者
須井徹
配音：日本：笹沼晃；香港：張裕東
第241話登場。原吸塵機。
原傳真機
配音：日本：田坂秀樹
第241話登場。
原電視機
配音：日本：鈴村健一；香港：陳廷軒
第241話登場。
原冷氣機
配音：日本：諏訪部順一；香港：梁志達
第241話登場。
原微波爐
配音：日本：森田成一；香港：黃榮璋
第241話登場。
原雪櫃
配音：日本：保志總一朗；香港：潘文柏
第241話登場。
原導彈
配音：日本：檜山修之；香港：陳廷軒
第241話登場。
原機關砲
配音：日本：松田健一郎；香港：梁志達
第241話登場。
原殼攻車
配音：日本：松田健一郎；香港：梁志達
第241話登場。

## 劇場版登場人物

### 劇場版1
Kiruru
配音：日本：小木矢作；台灣：吳文民
K隆星自動判別侵略武器「Kirumira」執行者，程式是「孤立敵人」。以人們的負面思想作為成長能量。頭上有「╳」印記。
Mirara
配音：日本：新垣結衣；台灣：龍顯蕙
K隆星自動判別侵略武器「Kirumira」審判者，封印Kiruru的鑰匙。頭上有「○」印記。

### 劇場版2 深海的公主
Meru
配音：日本：桑島法子；台灣：龍顯蕙
Ma隆星的王子，擁有類似Kero球的馬隆球作攻擊武器。為了自己的王國，四處尋找作為公主的人選。來到地球後失去了記憶，與Maru一同居住在海底。選擇夏美作為他的王妃。但因其手段稍為激烈，是在夏美於非自願的情況下所做的，因此可說是本劇的頭號敵人。最後Kululu將他們的太空船修理好並與Maru回到Ma隆星。
Maru
配音：日本：過希美；台灣：錢欣郁
Meru的隨從。非常喜歡Meru，對他唯唯諾諾。只要是他的願望都會盡力去滿足，常常在他和夏美對話時插嘴。最後夏美將王妃的王冠交還給她，並與Meru回到Ma隆星。
Nightmare
Meru和Maru的近身衛兵。
Shupepe
配音：由讀者參與
Kululu小時候的朋友。
Rinono
配音：由讀者參與
Kululu小時候的朋友。
教官Baneru
配音：日本：中田讓治；台灣：吳文民
在Garuru的Kero球內，模擬訓練的教官。
Desuball
配音：日本：小櫻悅子；台灣：林美秀
Kero球中模擬訓練的球。
Kiruru
位於南太平洋的第二隻Kiruru，程式是「破壞」。在劇場開頭以巨大化甦醒、並試圖讓運輸船翻倒，被突然出現的Meru和Maru用Ma隆球打倒。
Miroro
劇場版未登場的角色，僅漫畫登場，是封印第二隻Kiruru的鑰匙。頭上有「◇」印記。

### 劇場版3 Keroro VS Keroro 天空大決戰
黑暗Keroro
配音：日本：渡邊久美子；台灣：雷碧文；香港：周文瑛
Keroro不折不扣的翻版，自稱「大軍曹」。在Keroro等人完成遺跡之旅後出現於東京市，是Kiruru創造出來的王，跟本尊比起來頭腦比較聰明。最後告別冬樹等人離開地球，落腳在天線地球，並遇到頭上長天線的冬樹與夏美。
Shivava
配音：日本：高山南；台灣：錢欣郁；香港：張紋嘉
黑暗keroro小隊的突擊兵，自稱「仰天大聖」，造型酷似孫悟空，擅長格鬥戰的熱血K隆星人，以「本山人」稱呼自己，個性十分自大和講話十分長氣，讓Tamama非常瞧不起他也跟他槓上，後來被Tamama打敗。最後與Doruru跟隨黑暗Keroro落腳在天線地球。
Doruru
配音：日本：ルー大柴；台灣：陳宏瑋；香港：黎美言
黑暗keroro小隊的機動步兵，全身都被武器化的重裝備兵，個性冷酷，是個戰鬥狂。曾經與Giroro一起受訓過，也是Giroro的同梯弟兄，但因為放火燒森林屢勸不聽導致被隊上開除。來到地球後與Giroro戰鬥，後來被Giroro打敗。最後與Shivava跟隨黑暗Keroro落腳在天線地球。
Miruru
配音：日本：堀江由衣；台灣：龍顯蕙；香港：張惠雅
黑暗keroro小隊的作戰通信參謀，精通科技的天才，頭腦很聰明，可以跟Kululu、Miroro（僅漫畫登場）並駕齊驅。是封印第三隻Kiruru的鑰匙，頭上有「△」印記，其責任是監督Kiruru創造出來的王。變成鑰匙後重量跟劇場版1的Mirara顯的比較輕盈。
娜絲卡
配音：日本：福田沙紀；台灣：錢欣郁；香港：張惠雅
冬樹在馬丘比丘發現的神秘少女，她的真面目其實就是Miruru。第三隻Kiruru被成功封印以後化成幻影飛到天上去，並告別冬樹。
Kiruru（キルル）
位於馬丘比丘的第三隻Kiruru，本身就是空中都市，程式是「完美統治者」。

### 劇場版4 龍勇士的逆襲
希恩
配音：日本：水樹奈奈；台灣：林美秀；香港：張紋嘉、張頌欣（動畫版）
劇場版限定人物，全名為裴利希達·希恩·德拉君，希恩為小名。法國富豪家族－德拉君家的千金大小姐，與桃華一樣同為獨生女，雙親於一年前身亡，因此與桃華最大的不同是她是真正的孤兒。是桃華的兒時玩伴，因此西澤家與德拉君家兩家可謂世交。持有家族代代相傳的「龍之書」，能唸出書本內的咒文使K隆星人變成龍。
後於動畫第356集再度登場，據Galulu中尉表示K隆星目前正遭遇強大的敵人侵略，Keroro小隊為了拯救故鄉，請她前來日本將他們變成龍。
皮耶爾
配音：日本：鄉里大輔；台灣：黃天佑
劇場版限定人物，德拉君家的管家兼保鑣，希恩父母身亡後即由他將其扶養長大。擁有魁梧壯碩的體格，是一名相撲高手。曾與波爾在哈林街頭對決過。
雖然對希恩有著忠誠心，但是希恩於動畫第356集搭機前往日本時並沒有隨行。
Keroro龍
Keroro受「龍之書」影響而變成的龍。可能是本作進化最強的龍。
Tamama龍
Tamama受「龍之書」影響而變成的龍。在五條龍中唯一呈長條形，是一條具有東方風格的蛟龍。
Giroro龍
Giroro受「龍之書」影響而變成的龍。能從體內取出武器攻擊敵人，是一隻赤色狂野的龍槍士。
Kululu龍
Kululu受「龍之書」影響而變成的龍。精通一切電子資訊之操作能力，是一隻身旁環繞詭譎紫電的智能龍。
Dororo龍
Dororo受「龍之書」影響而變成的龍。能用巨大的刀使出得意之一斬，是一隻俠道正義感的龍劍士。
Terara
配音：日本：大谷育江；台灣：雷碧文
地球龍的善良之心化身而成的K隆星人，真面目是地球龍將能源歸還給地球後的剩餘物質。頭上的帽子是希恩的，名字也是希恩取的。
後於動畫第356集再度登場，作為讓Keroro小隊變成龍的媒介，同時擁有跟希恩一模一樣的另一頂帽子。

### 劇場版5 反轉復活島
伊歐與拉娜
配音：日本：本城雄太郎（イオ）／松元環季（ラナ）；台灣：林美秀／龍顯蕙
居住在南方之島上不可思議的雙胞胎，似乎有召喚神魂的能力。
惡客惡客
配音：日本：千葉繁；台灣：劉傑
存在復活島上的傳說中的邪靈。紫色的靈塊伸出三支手臂，除了中央的大眼睛，有四個小眼睛在旁邊。
能吸收他人的知識，加以拷貝能力和形象與自己融合，藉此展現出超凡的力量。
瑪那
存在復活島上的愉快精靈，有紅、黃、紫、藍四色的種類。